# Ogema (Wisconsin)
Pour les articles homonymes, voir Ogema.
Ogema est un village des États-Unis, situé dans le comté de Price, au Wisconsin. Sa population était de 882 personnes en 2000.

## Géographie
D'après le United States Census Bureau, la ville a une surface totale de 210,8 km² (81,4 mi²), dont la quasi-totalité sont des terres.

## Démographie
D'après le recensement de 2000, il y avait 882 personnes, 349 ménages, et 255 familles résidents dans la ville. La densité de la population était de 4,2 hab./km² (10.8/mi²).
| Communauté              | Pourcentage de la population |
| ----------------------- | ---------------------------- |
| Blancs                  | 99,1 %                       |
| Afro-américains         | 0,16 %                       |
| Asiatiques              | 0,15 %                       |
| Amérindiens             | 0,34 %                       |
| insulaires du Pacifique | 0,05 %                       |
| autres communautés      | 0,10 %                       |

Sur les 349 ménages, 32,7 % ont un enfant de moins de 18 ans, 59,9 % sont des couples mariés, 8,3 % n'ont pas de maris présents, et 26,9 % ne sont pas des familles. 21,8 % de ces ménages sont faits d'une personne dont 12,6 % d'une personne de 65 ou plus.
| Tranches d'âge  | Pourcentages de la population |
| --------------- | ----------------------------- |
| moins de 18 ans | 26,8 %                        |
| de 18 à 24 ans  | 8,2 %                         |
| de 25 à 44 ans  | 24,9 %                        |
| de 45 à 64 ans  | 23,1 %                        |
| 65 ans ou plus  | 17,0 %                        |

L'âge moyen de la population est de 39 ans. Pour 100 femmes il y  99,5 hommes. Pour 100 femmes de 18 ans ou plus, il y a 100,0 hommes.
Le revenu moyen d'un ménage est de $29 545, et celui d'une famille de $31 625. Les hommes ont un revenu moyen de $30 125 contre $20 469 pour les femmes. Le revenu moyen par tête est de $13 664. Près de 12,2 % des familles et 14,6 % de la population vit en dessous du seuil de pauvreté, dont 21,8 % de ceux en dessous de 18 ans et 12,4 % de ceux de 65 ans et plus.
Chaque année, le dernier samedi de septembre, a lieu à Ogema le Christmas Tree Festival (Festival du sapin de Noël).